# Nujiang
Nujiang (kinesisk skrift: 怒江; pinyin: Nùjiāng; Wade-Giles: Nù-chiāng) er et autonomt præfektur for lisufolket og ligger i den nordvestlige del af provinsen Yunnan i Kina. Nujiang har et areal på 14.703 km² og en befolkning på 	491.824 mennesker (2000).

## Administrative enheder
Det autonome præfektur Nujiang har jurisdiktion over 2 amter (县 xiàn) og 2 autonome amter (自治县 zìzhìxiàn).
| Kort              | #                                     | Navn                  | Hanzi                            | Pinyin  | Befolkning (2003 est.) | Areal (km²) | Indb./km² |
| ----------------- | ------------------------------------- | --------------------- | -------------------------------- | ------- | ---------------------- | ----------- | --------- |
| Kort over Nujiang |                                       |                       |                                  |         |                        |             |           |
| Amter             |                                       |                       |                                  |         |                        |             |           |
| 1                 | Lushui                                | 泸水县                | Lúshuǐ Xiàn                      | 160.000 | 2.938                  | 54          |           |
| 2                 | Fugong                                | 福贡县                | Fúgòng Xiàn                      | 90.000  | 2.804                  | 32          |           |
| Autonome Amter    |                                       |                       |                                  |         |                        |             |           |
| 3                 | Gongshan (For derungfolk og nufolket) | 贡山独龙族 怒族自治县 | Gòngshān Dúlóngzú Nùzú Zìzhìxiàn | 30.000  | 4.506                  | 7           |           |
| 4                 | Lanping (For baifolket og pumifolket) | 兰坪白族普米族 自治县 | Lánpíng Báizú Pǔmǐzú Zìzhìxiàn   | 190.000 | 4.455                  | 43          |           |

## Etnisk sammensætning
| Folkegruppe | Antal   | Andel   |
| ----------- | ------- | ------- |
| Lisu        | 231 819 | 47,13 % |
| Bai         | 132 622 | 26,97 % |
| Han         | 64 585  | 13,13 % |
| Nu          | 26 670  | 5,42 %  |
| Primi       | 14 374  | 2,92 %  |
| Yi          | 9 805   | 1,99 %  |
| Derung      | 5 456   | 1,11 %  |
| Naxi        | 2 121   | 0,43 %  |
| Tibetanere  | 1 805   | 0,37 %  |
| Dai         | 465     | 0,09 %  |
| Hui         | 429     | 0,09 %  |
| Zhuang      | 342     | 0,07 %  |
| Andre       | 1 331   | 0,28 %  |

25°50′38″N 98°51′14″Ø / 25.84389°N 98.85389°Ø 		
ґ